# Державна геологічна служба України
Державна геологічна служба України — колишній орган виконавчої влади, що існував з 27 грудня 2001 року [Архівовано 1 серпня 2021 у Wayback Machine.] до 14 квітня 2004 року [Архівовано 1 серпня 2021 у Wayback Machine.], потім - з  24 вересня 2005 року до 28 березня 2011 року.
У результаті адміністративної реформи 2010 року службу реорганізовано в Державну службу геології та надр України.

## Діяльність
Державна геологічна служба України є  органом  державного  управління, що підпорядкується Мінприроди.
Завдання та функції:
- реалізація державної політики у сфері геологічного вивчення,  охорони  та  використання надр
- розвиток сфери використання  надр: вивчення, картування, пошуку та розвідки родовищ корисних копалин
- створення єдиної інформаційної системи користування надрами